# Pieve di Ardenno
La pieve di Ardenno fu un'antica suddivisione territoriale della diocesi di Como e del Terziere inferiore della Valtellina grigionese con capoluogo Ardenno.
Comprendeva Ardenno, che aveva due parrocchie, Morbegno, Albaredo, Bema, Talamona, Forcola, Civo, Dazio, Campovico, Buglio.
L’organizzazione per terzieri fu introdotta dai Visconti e coi Grigioni superò definitivamente la pieve amministrativa, mentre quella religiosa di sfaldò di conseguenza col tempo per l’ascesa dei centri borghesi di Morbegno e Traona.